# Jay Johnson Morrow

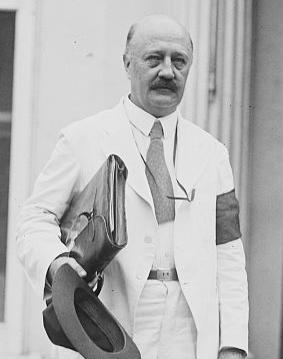
Jay Johnson Morrow (1929)

Jay Johnson Morrow (* 20. Februar 1870 in Fairview, Northampton County, Virginia; † 16. April 1937) war ein US-amerikanischer Ingenieur und Offizier des United States Army Corps of Engineers. Von 1921 bis 1924 war er Gouverneur der Panamakanalzone.

## Leben und Wirken
Morrow wurde 1870 in Virginia geboren. Er studierte an der US-Militärakademie in West Point, an der er 1891 graduierte, sowie an der Engineering School of Application, an der er 1894 graduierte. 1895 heiratete er Harriet M. Butler († 1935), die Ehe blieb kinderlos. Nach dreijähriger Tätigkeit als Ausbilder an der US-Militärakademie wurde Morrow 1898 auf die Philippinen beordert, wo er von 1901 bis 1902 als Militärgouverneur der Provinz Zamboanga amtierte. Nach seiner Rückkehr in die Vereinigten Staaten war er dort von 1907 bis 1909 Engineering Commissioner des District of Columbia.
Ab 1916 war Morrow als Ingenieur mit Instandhaltung und Wartung des Panamakanals beschäftigt. Seine dortige Tätigkeit wurde durch den Eintritt der Vereinigten Staaten in den Ersten Weltkrieg unterbrochen. Am 26. Juni 1916 wurde er vom Colonel zum Brigadier General befördert. 1919 kehrte Morrow nach Panama zurück und setzte seine Ingenieurstätigkeit fort.
1921 wurde Morrow von Präsident Warren G. Harding als Gouverneur der Panamakanalzone eingesetzt, um den vormaligen Gouverneur Chester Harding zu ersetzen. Dieses Amt hatte er bis 1924 inne.
Morrow starb am 16. April 1937. Seine Asche wurde, wie vormals die Asche seiner Frau, in den Río Chagres gestreut.